# Chlorochaeta
Chlorochaeta is een geslacht van vlinders van de familie spanners (Geometridae), uit de onderfamilie Geometrinae.

## Soorten
- C. albicatena Warren, 1896
- C. albimarginata Warren, 1893
- C. amoenaria Oberthür, 1880
- C. apicipicta Prout, 1912
- C. argentataria Leech, 1897
- C. attenuata Warren, 1896
- C. barnsi Prout, 1930
- C. biplaga Walker, 1861
- C. biviaria Hampson, 1909
- C. cassidara Guenée, 1857
- C. castaneata Warren, 1906
- C. cenocraspis Prout, 1935
- C. chalybeata Moore, 1867
- C. cheramota Meyrick, 1886
- C. chlorochromodes Prout, 1916
- C. delicatior Warren, 1897
- C. delineata Warren, 1893
- C. dialitha West, 1930
- C. diluta Warren, 1895
- C. dubernardi Oberthür, 1916
- C. esmeralda Warren, 1898
- C. flavicans Inoue, 1982
- C. flavitaenia Warren, 1898
- C. hemictenes Prout, 1917
- C. hypolampes Prout, 1935
- C. inductaria Guenée, 1857
- C. ingrata Wileman, 1911
- C. insulana Inoue, 1986
- C. integranota Hampson, 1893
- C. latilinea Prout, 1935
- C. leucochloraria Mabille, 1880
- C. leucospilata Walker, 1863
- C. longipennis Warren, 1904
- C. mariae Lucas, 1888
- C. meyricki Prout, 1933
- C. multigruma Prout, 1920

- C. neriaria Herrich-Schäffer, 1848
- C. nigromacularia Leech, 1897
- C. ornataria Leech, 1897
- C. pictipennis Butler, 1880
- C. procumbaria Pryer, 1877
- C. pseudoneriaria Wehrli, 1935
- C. pulchra Staudinger, 1897
- C. punctaria Swinhoe, 1904
- C. pustulata Hüfnagel, 1767
- C. quadrinotata Butler, 1889
- C. rhodolopha Prout, 1915
- C. rhodonia Prout, 1913
- C. rufitornus Prout, 1916
- C. serrulata Fletcher, 1963
- C. signifera Warren, 1893
- C. striataria Leech, 1897
- C. subdelicata Inoue, 1986
- C. subhyalina Warren, 1899
- C. subprocumbaria Oberthür, 1916
- C. swanni Prout, 1926
- C. takasago Okano, 1960
- C. tancrei Graeser, 1890
- C. tenera Warren, 1896
- C. tenuisaria Graeser, 1889
- C. viridifimbria Warren, 1906